# Chiesa di San Rocco (Costa di Rovigo)
La chiesa di San Rocco, citata anche come chiesa di San Rocco Confessore o oratorio di San Rocco, è un edificio religioso sito a Costa di Rovigo, comune in provincia di Rovigo posto nel Medio Polesine. Amministrativamente parte del vicariato di Lendinara-San Bellino, all'interno della Diocesi di Adria-Rovigo, è suffraganea della locale parrocchiale di San Giovanni Battista.
La chiesa, dedicata a San Rocco, protettore dal flagello della peste, e con pianta basilicale a navata unica, venne edificata tra la fine del XVI e l'inizio del XVII secolo per poter dotare la comunità dell'abitato di Costiola, che vide la sua crescita demografica nel corso del Cinquecento, di un capiente edificio di culto dove officiare le funzioni religiose senza dover attraversare il corso d'acqua che la separava da Costa e dalla sua parrocchiale.
Al suo interno tra le varie opere d'arte a tema religioso si possono ammirare dipinti di Giambattista Canal, inoltre è presente un organo a canne, opera dell'organaro Gaetano Callido, realizzato nel 1782 e che, recentemente restaurato, viene tuttora utilizzato durante concerti e rassegne musicali.

## Storia
Nel XVI secolo l'abitato di Costiola, separato da quello di Costa, per le funzioni religiose faceva capo a un ospitale intitolato a San Giovanni Decollato, tuttavia i fedeli erano soliti recarsi dall'altra sponda del fiume Adigetto per assistere alla messa nella parrocchiale di San Giovanni Battista.
Tuttavia dato in quel periodo il forte incremento della popolazione e la conseguente espansione della cittadina, oltre per il desiderio di indipendenza nei confronti di Costa, nel 1593 richiesero all'allora vescovo di Adria, Lorenzo Laureti, l'autorizzazione di erigere una nuova chiesa e attorno ad essa costituire una nuova e autonoma comunità. Dopo aver ricevuto dagli abitanti l'assicurazione nel sostenere gli oneri della costruzione e del futuro sostentamento del parroco, venne individuato il terreno sul quale sarebbe sorta, donato dalla famiglia Tomiati di Costa. Nonostante la volontà dei fedeli la capacità di raccogliere la somma necessaria si rivelò più ostica del previsto e solo l'intervento del vescovo, che esortò a raccogliere le offerte per la futura chiesa che indicò da intitolare a San Rocco Confessore, riuscì a sbloccare favorevolmente la situazione, dedicazione che avrebbe permesso ai fedeli di ottenere meriti spirituali e protezione dall'epidemia di peste che stava flagellando il territorio a cavallo dei secoli.
Dopo la posa della prima pietra la costruzione proseguì piuttosto lenta e al 1604, anno della visita pastorale di monsignor Peroto, era ancora distante dall'essere completata tanto da registrare la richiesta di poter disporre di altro tempo. Di sicuro nella successiva visita di monsignor Mantica del 1636, questa era completata, descritta a una sola navata e dotata, oltre che di presbiterio con altare maggiore, di due altari laterali e coro adibito anche a sagrestia.
Per la costruzione del campanile si dovette attendere qualche altro decennio, citato da monsignor Tommaso Retano nella sua visita del 1669 come di recente costruzione.
L'aumento della popolazione di Costiola a fine XVII secolo decretarono l'esigenza di una ristrutturazione dell'edificio originale, con l'allora parroco che nel 1703  richiese l'autorizzazione ad allungarla e alzarla al vescovo Filippo della Torre. Gli interventi che si susseguirono negli anni successivi riguardarono la sostituzione degli originali altari in legno con altri in marmo e, nel 1820, l'incarico al pittore Giambattista Canal di affrescare il soffitto della navata.

## Descrizione
L'edificio, con pianta basilicale a navata unica, sorge con orientamento approssimativamente est-ovest affiancando via Martiri della Resistenza e il canale Adigetto, in quel tratto tombinato, verso la piazza che porta il suo nome (San Rocco) e piazza San Giovanni Battista.

### Esterno
La facciata, preceduta da un sagrato, e realizzata in laterizio intonacato, è del tipo a capanna e di impostazione neoclassica, caratterizzata dalla presenza di quattro lesene doriche poggiate su alti basamenti spezzati che la dividono in tre parti. La centrale integra l'unico sobrio portale, sormontato da un frontoncino circolare e da una nicchia dove è collocata la statua di san Rocco nella sua classica iconografia con la mano che indica la lesione sulla gamba.
La parte superiore, divisa dalla sottostante da una cornice marcapiano e una trabeazione, presenta l'iscrizione in lingua latina e numeri romani che ne ricorda titolazione e anno dell'ultimo importante restauro (MCMLXVIII ovvero 1968). Completa il frontone triangolare dotato di cornice dentellata, con timpano dipinto a motivi geometrici, e sormontato, al colmo e ai lati dei rampanti, da pinnacoli a pigna posti su pilastrini in pietra.